# 꾀 많은 여우
꾀 많은 여우는 페리 인덱스의 이솝 우화 중의 하나이며, '얄미운 여우'라고도 한다.

## 줄거리
어느 날, 개와 고양이가 길을 가다가 길 한복판에 떨어져 있는 고기 한 덩어리를 발견했다. 개와 고양이는 먼저 고기를 먹겠다고 서로 싸우기 시작했다. 마침 지나가던 여우가 개와 고양이에게 싸우지 말라고 말려주었다. 그러자 여우는 나뭇가지와 잎사귀를 가지고  저울을 만들면서 고기를 똑같이 나누어 주겠다고 말했다. 그러자 개와 고양이는 고기를 여우에게 선뜻 내주었다. 그런데 여우는 고기를 저울 양쪽에 달더니 자꾸만 고기의 크고 무거운 쪽을 뚝뚝 떼서 먹었다. 그래서 왼쪽 고기가 무거워서 왼쪽 고기를 잘라 먹었고 이번엔 오른쪽 고기가 무거워서 오른쪽 고기를 잘라 먹었다. 이렇게 해서 왼쪽 고기와 오른쪽 고기를 차례차례 잘라 먹는 사이에 어느새 고기는 결국 콩알만 해졌다. 그러자 여우는 남은 고기를 한 입에 쏙 넣었다. 그러자 고기는 결국 다 없어지고 말았다. 고기를 야금야금 먹고 난 여우는 빠르게 도망을 쳤다고 한다. 결국 욕심을 부리던 개와 고양이는 맛있어 보이는 고기를 한 입도 먹지 못했으나 여우에게 다 빼앗기고 말았다.

## 교훈
- 먹는 음식에 욕심을 부리지 말아야 한다.
- 다같이 먹는 음식은 서로 사이좋게 나누어 먹어야 한다.

## 같이 보기
- 이솝 우화